# Louis Cottereau

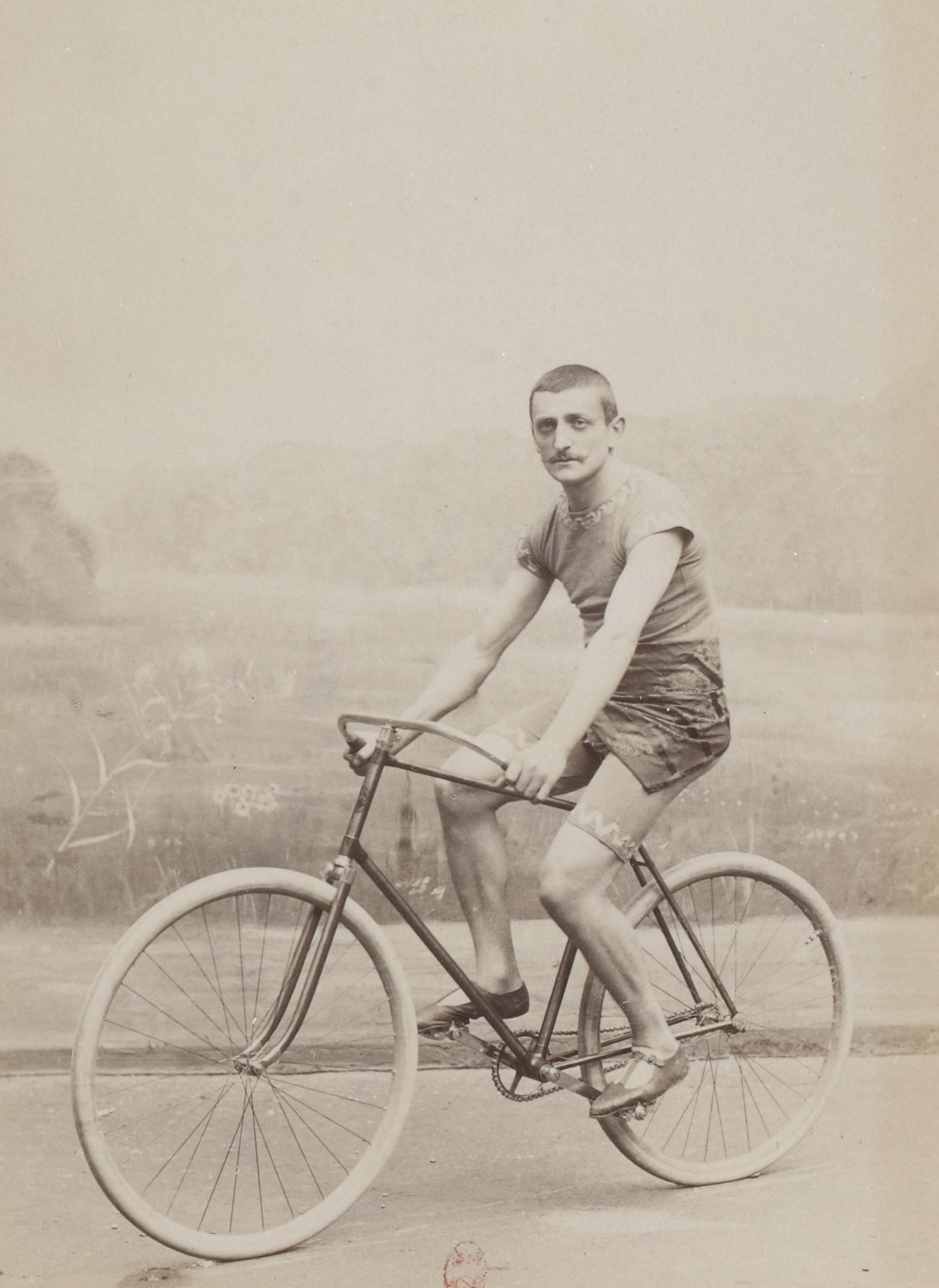
Louis Cottereau (1898)

Louis Cottereau (* 11. Februar 1869 in Angers; † 21. September 1917 in Dijon) war ein französischer Rad- und Automobilrennfahrer sowie Unternehmer.
Louis Cottereau war Profi-Radrennfahrer von 1888 bis 1893. Dreimal – 1889, 1890 und 1891 – gewann er das renommierte Sprint-Rennen Grand Prix d’Angers. 1890 wurde er französischer Meister im Sprint sowie in drei Jahren auf dem Dreirad. Am 13. November 1892 stellte er auf der Buffalo-Radrennbahn bei Paris einen neuen Weltrekord über 50 Kilometer hinter Schrittmacher auf (1:20:33 Std.).
1893 gewann Cottereau das Rennen Bordeaux–Paris.
Nach seinem Rücktritt vom Radsport gründete Louis Cottereau in Dijon das Unternehmen „Etablissements Cottereau“, in dem bis 1914 Motorräder und Automobile gebaut wurden. 1894 initiierte er den Bau einer Radrennbahn in Dijon.
Im Jahr 1900 nahm Cottereau auf einer Voiturette seines Unternehmens an der im Rahmen der Weltausstellung (Exposition Universelle et Internationale de Paris) ausgetragenen, dreitägigen Automobilwettfahrt Paris–Toulouse–Paris teil. Das Rennen zählte zu den Automobilwettbewerben der Olympischen Sommerspiele 1900, war jedoch kein durch das Internationale Olympische Komitees (IOC) anerkannter offizieller Bestandteil der Spiele. Cottereau erreichte das Ziel nicht.